# آترکس ربوستوس
آترکس ربوستوس(نام علمی: Atrax robustus) نام یک گونه از تیره شش‌تارریسان است.